# Mappatura mobile

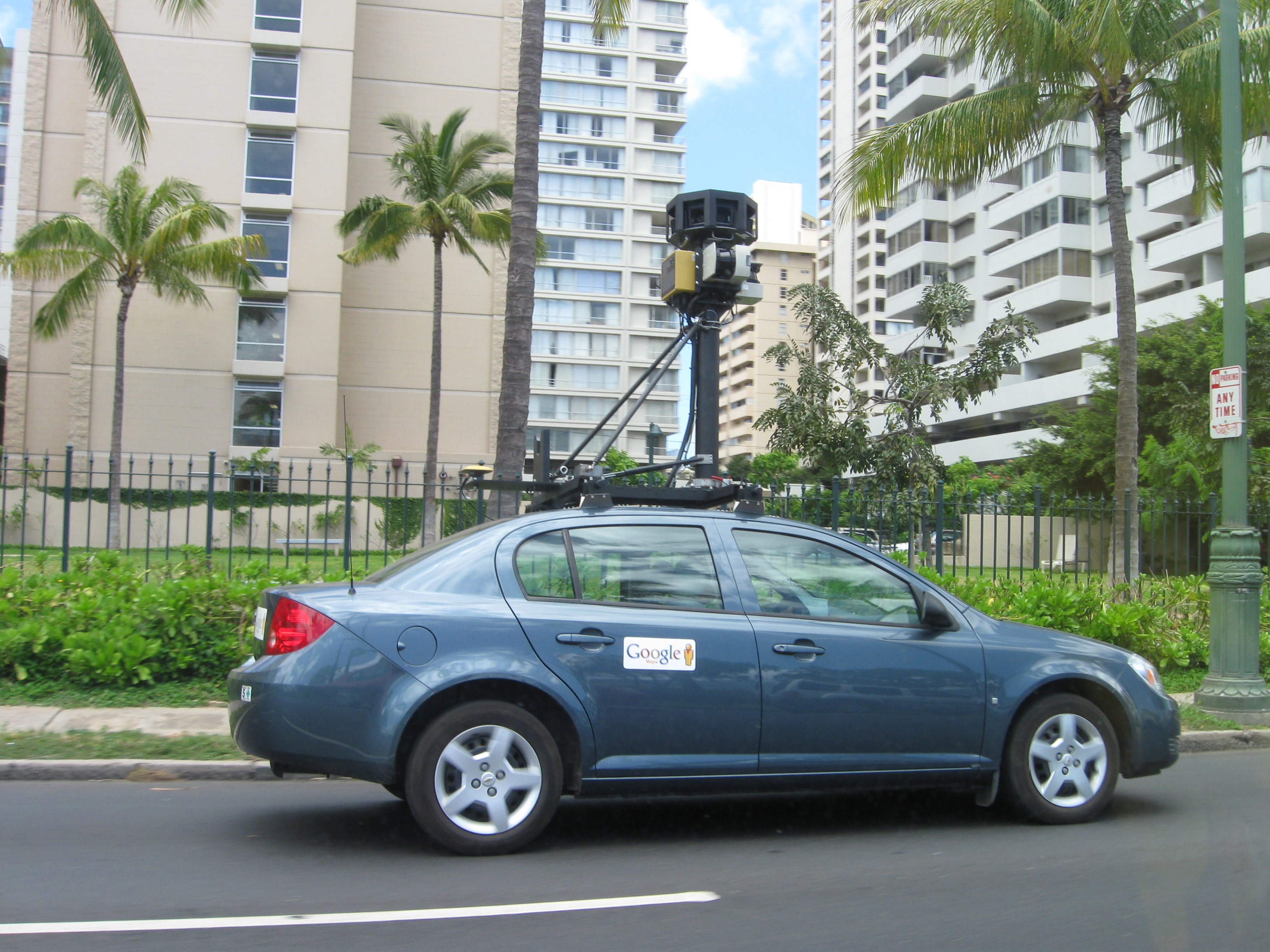
Auto di Google Street View

La mappatura mobile è un processo di raccolta di dati geospaziali, in modalità dinamica, attraverso sistemi GNSS, fotografici, radar, laser, LiDAR e/o qualsiasi altro sistema di telerilevamento, posti su un mezzo di trasporto (automobile, aereo, elicottero...) o su una struttura indossabile da una persona. 
I dati prodotti riguardano sistemi GIS, mappe digitali, immagini e video georeferenziati.
La mappatura in ambienti chiusi, dove non è possibile l'utilizzo di un ricevitore GNSS, viene fatta con la tecnica SLAM (Simultaneous Localization and Mapping).

## Storia
Lo sviluppo di tecnologie di georeferenziazione a lettura diretta ha aperto la strada a sistemi di mappatura mobili. Il GPS e i sistemi di navigazione inerziale hanno consentito una determinazione rapida e accurata della posizione e dell'assetto delle apparecchiature di telerilevamento, portando di fatto alla mappatura diretta delle caratteristiche di interesse senza la necessità di una complessa post-elaborazione dei dati raccolti.

## Applicazioni

### Mappatura mobile aerea
Le tecniche tradizionali di georeferenziazione della fotografia aerea, del radar di profilazione del terreno o del Lidar sono molto costose, in particolare in aree inaccessibili o dove il tipo di dati raccolti rende difficile l'interpretazione delle singole caratteristiche rilevate. La georeferenziazione diretta delle immagini semplifica la mappatura su larga scala. 

### Applicazioni Internet
Gli utenti di Internet e dei dispositivi mobili utilizzano sempre più informazioni geospaziali, sia sotto forma di mappatura che di immagini georeferenziate. Google, Microsoft e Yahoo hanno adattato sia fotografie aeree che immagini satellitari per sviluppare sistemi di mappatura online. Anche le immagini di tipo Street View rappresentano un mercato in forte crescita. 

### Mappatura stradale e gestione delle infrastrutture autostradali
Il GPS combinato con sistemi di fotocamere digitali consente un aggiornamento rapide delle mappe stradali. Lo stesso sistema può essere utilizzato per effettuare rilievi efficienti di varie infrastrutture. Le tecnologie di scansione laser, applicate alla mappatura mobile, consentono la raccolta completa di dati 3D di pendenze, scarpate, ecc. 

### Inventario stradale e gestione delle risorse
La tecnologia LiDAR mobile con un sistema di imaging digitale viene utilizzata per raccogliere dati che, dopo la post-elaborazione, generano la planimetria della striscia percorsa, il profilo orizzontale e verticale e tutte le altre informazioni all'interno e all'esterno del corridoio di attraversamento.

### Applicazioni dei gemelli digitali
La mappatura mobile combinata con la mappatura indoor viene utilizzata per la creazione di gemelli digitali. Questi gemelli digitali possono essere un singolo edificio, un'intera città o paese. Diverse aziende di mappatura mobile, si stanno impegnando a conquistare questo mercato  in linea con la crescente tendenza tra organizzazioni e governi ad adottare gemelli digitali per applicazioni dell'internet delle cose e Intelligenza Artificiale.

## Riferimenti
- Tao, CV (2007) Progressi nella tecnologia di mappatura mobile: Volume 4 della collana di libri della Società Internazionale per la Fotogrammetria e il Telerilevamento. Taylor & Francis.
- Gao, J. (2009) Analisi digitale di immagini rilevate a distanza. McGraw Hill Professional. ISBN 0-07-160465-0
- Zlatanova, S. e Li, J. (2008) Tecnologia dell'informazione geospaziale per la risposta alle emergenze: volume 6 della collana di libri della Società internazionale di fotogrammetria e telerilevamento. Routledge. ISBN 0-415-42247-7
- Hammoudi, K. et al. (2013) Un approccio sinergico per il recupero di mappe 3D testurizzate e prive di occlusioni di facciate urbane da dati cartografici eterogenei. https://doi.org/10.5772/56570
- van Oosterom, Peter (2008) Progressi nei sistemi di geoinformazione 3D: appunti di lezione su geoinformazione e cartografia. Springer. ISBN 3-540-72134-7
- Hofmann-Wellenhof, B., Legat, K., Wieser, M. (2003) Navigazione: principi di posizionamento e guida Springer. ISBN 3-211-00828-4
- Vitrià, J., Radeva, P., Aguiló, I. (2004) Recenti progressi nella ricerca e nello sviluppo dell'intelligenza artificiale: Volume 113 di Frontiers in artificial intelligence and applications. IOS Press. ISBN 1-58603-466-9
- Gavrilova, ML (2006) Scienza computazionale e sue applicazioni: ICCSA 2006 : conferenza internazionale, Glasgow, Regno Unito, 8-11 maggio 2006 : atti. Springer. ISBN 3-540-34072-6
- Weng, Q. (2009) Telerilevamento e integrazione GIS: teorie, metodi e applicazioni McGraw Hill Professional. ISBN 0-07-160653-X